# Alausius mirus
Alausius mirus is een hooiwagen uit de familie Cranaidae. De wetenschappelijke naam van Alausius mirus gaat terug op Roewer.